# Lepidanthrax panamensis
Lepidanthrax panamensis är en tvåvingeart som beskrevs av Charles Howard Curran 1930. Lepidanthrax panamensis ingår i släktet Lepidanthrax och familjen svävflugor. Inga underarter finns listade i Catalogue of Life.